# Beyond the Shadows
Pour plus de détails, voir Fiche technique et Distribution.
Beyond the Shadows est un film américain réalisé par James McLaughlin, sorti en 1918.

## Synopsis
Dans les Territoires du Nord-Ouest canadiens, Horace Du Bois, un trappeur en cheville avec un homme d'affaires peu scrupuleux, décide de revenir dans le droit chemin.

## Fiche technique
- Titre original : Beyond the Shadows
- Réalisation : James McLaughlin
- Scénario : Charles J. Wilson, d'après une histoire originale de Ralph R. Westfall
- Photographie : Stephen S. Norton
- Société de production : Triangle Film Corporation
- Société de distribution : Triangle Distributing Corporation
- Pays d'origine :  États-Unis
- Langue originale : anglais
- Format : noir et blanc — 35 mm — 1,37:1 — Film muet
- Genre : Western
- Durée : 50 minutes (5 bobines)
- Dates de sortie :  États-Unis : 21 juillet 1918
- Licence : Domaine public

## Distribution
- William Desmond : Jean Du Bois
- Josie Sedgwick : Eleanor Wyatt
- Ed Brady : Horace Du Bois
- Graham Pettie : Léon Du Bois
- Hugh Sutherland : Santel
- Bert Appling : Semcoe Charlie
- J.P. Wild : le père Wyatt
- John Lince : Du Longpré
- Alberta Lee : Mme Du Bois
- Ben Lewis : Black Fagan